# 詹榮
詹榮（1500年—1551年），字仁甫，號角山，永平山海衛（今河北省秦皇島市山海關）人。明朝政治人物、進士出身。

## 生平
原籍福建尤溪县人，洪武間有詹旺始以戎籍隶山海卫。詹荣生于弘治十三年庚申（1500年）九月初一日，年十二補衛諸生，嘉靖四年（1525年）乙酉科順天中舉人，嘉靖五年聯捷丙戌科進士，授戶部廣東司主事，榷税河西，監兑湖廣，皆有廉幹聲。歷任山西司郎中，督饷大同。其在大同督餉時候，正值大同兵變，總兵官李瑾被殺。此後總督劉源清率師圍城，久攻不下。詹榮素有智略，善有應變，叛卒掠城中，沒有侵犯他的人。外圍益急，他密約都指揮紀振、遊擊戴濂、鎮撫王寧同盟討賊，此後成功。之後升光祿寺少卿，丁艱歸，除補尚宝司卿，再遷南京太常寺少卿。嘉靖二十二年，以右僉都御史巡撫甘肅，后改大同巡撫，與總兵官周尚文及總督翁萬達嚴兵戰備陽和，抵禦蒙古小王子俺答汗進攻。此後晋升兵部右侍郎、左侍郎，后兵部尚書趙廷瑞罷，其署部務，奏行秋防十事。因翁萬達入為尚書，其辭疾乞休。世宗大怒，奪職閒住。兩年后去世，年五十二。

## 家族
曾祖詹旺。祖父詹玉。父詹通。詹通六十岁时生下詹榮。

## 延伸阅读
[在维基数据编辑]
 《國朝獻徵錄·卷之四十》，出自焦竑《國朝獻徵錄》
 《明史卷二百》，出自《明史》